# Never Forever
Never Forever é um filme de 2007 dirigido por Gina Kim de drama romântico estrelado por Vera Farmiga. Foi aclamado pela crítica quando foi exibido pela primeira vez no Festival Sundance de Cinema de 2007.

## Elenco
- Vera Farmiga ... Sophie Lee
- David Lee McInnis ... Andrew Lee (David McInnis)
- Joseph Y. Kim ... Pastor
- Shirley Roeca ... Tania
- Steve Greenstean ... Piano Mover
- Marceline Hugot ... Dr. Hanson

## Recepção
No consenso do agregador de críticas Rotten Tomatoes diz: "Inteligentemente construído pela escritora e diretora Gina Kim e trazido à vida por um forte elenco liderado por Vera Farmiga, Never Forever é um melodrama inesperadamente envolvente." Na pontuação onde a equipe do site categoriza as opiniões da grande mídia e da mídia independente apenas como positivas ou negativas, o filme tem um índice de aprovação de 80% calculado com base em 20 comentários dos críticos. Por comparação, com as mesmas opiniões sendo calculadas usando uma média aritmética ponderada, a nota alcançada é 6,7/10.